# Ескино (Рыбинский район)
Е́скино (на топокарте Еськино) — деревня Ломовского сельского округа в Октябрьском сельском поселении Рыбинского района Ярославской области .
Деревня расположена на правом высоком берегу реки Волги, в юго-восточной части поселения и района. Ширина Волги у Ескино составляет 850 м. Напротив неё с левого берега по глубокому оврагу впадает ручей Крутец и там проходит граница Рыбинского и Тутаевского районов. Ниже Ескино по течению, примерно в 1 км, стоит деревня Подносково, к которой ведёт просёлочная дорога. Между ними ранее была ныне не существующая деревня Адамово. На северо-восток от Ескино, но уже на некотором удалении от волжского берега стоят деревни Менчиково и Вандышево. Дорога в юго-западном направлении через деревню Запрудново, связывает Ескино с дорогой Ярославль—Рыбинск .
Деревня Ескина и деревня Адамова указаны на плане Генерального межевания Борисоглебского уезда 1792 года. В 1825 Борисоглебский уезд был объединён с Романовским уездом. По сведениям 1859 года деревни Ескино и Адамово относилась к Романово-Борисоглебскому уезду .
На 1 января 2007 года в деревне не числилось постоянных жителей. На топокарте 1975 года деревня уже обозначена как нежилая. Деревню обслуживает почтовое отделение, расположенное в деревне Дюдьково .